# Калитинцы
Калитинцы (укр. Калитинці) — село в Хмельницком районе Хмельницкой области Украины.
Население по переписи 2001 года составляло 144 человека. Почтовый индекс — 32022. Телефонный код — 3251. Занимает площадь 1,117 км². Код КОАТУУ — 6821286202.

## Местная власть
32000, Хмельницкая обл., Хмельницкий р-н, г. Городок